# Nardia insecta
Nardia insecta là một loài Rêu trong họ Jungermanniaceae. Loài này được Lindb. mô tả khoa học đầu tiên năm 1879.